# 天主教布魯姆教區
天主教布魯姆教區（拉丁語：Dioecesis Broomensis）是澳大利亞一個羅馬天主教教區。屬珀斯總教區。
教區範圍包括西澳大利亞州北部，教座位於布魯姆。2006年有教友13,402人（佔轄區人口38.3%）、九個堂區、十三名司鐸。現任主教為克里斯多福·阿倫·桑德斯。
1887年5月10日設金伯利代牧區。1966年6月7日升為教區並易名至今。